# Starojická Lhota
Starojická Lhota (německy Katzendorf) je vesnice, část obce Starý Jičín v okrese Nový Jičín. Nachází se asi 3,5 km na západ od Starého Jičína. V roce 2009 zde bylo evidováno 124 adres. V roce 2001 zde trvale žilo 348 obyvatel.
Starojická Lhota je také název katastrálního území o rozloze 5,49 km2.

## Historie
Starojická Lhota vznikla jako poddanská vesnice panství Starý Jičín podél toku Lhotského potoka ve  třináctém století. Do té doby jsou přinejmenším datovány džbány, vykopané v roce 1955. Starojická Lhota je poprvé písemně doložena v roce 1429, ovšem pod svým německým jménem Katzendorf. (čili volně přeloženo Kočičí vesnice, Kočičí Lhota nebo Kocourkov) Tvořil ji tehdy zvláštní statek se svobodným dvorem, jehož držitelem byl Jan von Katzendorf. Vesnice vznikla okolo Lhotského potoka, statky ležely na svazích stoupajících od potoka na obou stranách, pozemky okolo potoka byly díky častým záplavám považovány za méněcenné a žila zde nejchudší vrstva vesnického obyvatelstva. Potok se vyléval z břehů často, například v roce 1925 hned dvakrát 25. července a 21. srpna. Regulace potoka, která záplavy omezila, byla dokončena v roce 1966.
Obec na jejím okraji protíná státní cesta I/48, nazývaná „císařská“, postavená jako spojnice mezi Hranicemi a Novým Jičínem z iniciativy císaře Josefa II. na konci osmnáctého století.
Obec je v matrikách střídavě označována jako Lhotta, Lhota nebo Katzendorf, až v roce 1918 požádala obec o oficiální změnu názvu, které bylo vyhověno a v roce 1921 dostala vesnice definitivně svůj současný název Starojická Lhota.
Kostel Srdce panny Marie byl postaven v novogotickém stylu v letech 1895 – 1898 a byl vysvěcen 23. října 1898 proboštem Pánkem z Olomouce. Oprava střechy proběhla v roce 1998, vnitřní prostory kostela byly rekonstruovány v roce 2008.
Z obce pocházel známý vynálezce a zlepšovatel, místní kovář Jan Vahala. Ještě za jeho života mu byl postaven v roce 1884 pomník, zničený při automobilové nehodě 26. srpna 1946 a obnovený v roce 1969 před budovou tehdejšího Místního národního výboru a požární zbrojnice.
Starojická Lhota byla po roce 1918 převážně českou vesnicí, kde žily pouze čtyři německé rodiny, (v roce 1941 se zde k německé národnosti hlásilo 11 občanů, v roce 1950, tedy po válce a po odsunu Němců to bylo 10 osob německé národnosti),
Škola byla ve vesnici zřízena už v rámci tereziánské reformy v roce 1788. Vyučovalo se střídavě v několika domech. Samostatná budova byla postavena blízko potoka v roce 1851, ve dvacátém století ovšem už nevyhovovala, a proto se přikročilo k stavbě nové – na svou dobu velmi moderní – školní budovy, postavené v letech 1931 - 1933.  Výuka ve škole byla zastavena v roce 1975 a přesunuta na Starý Jičín. 
Elektrický proud byl do obce zaveden v roce 1937.
Mnichovskou dohodou z 30. září 1938 byla obec začleněna do Německé říše. Zřejmě tak došlo na žádost barona Kasta, spravujícího tehdy starojické panství. Prakticky celý novojičínský okres s výjimkou obcí Veřovice, Mořkova, Hostašovic a části Hodslavic byl přiřčen Německé říši. 21. listopadu 1938 došlo berlínskou smlouvou ke korektuře hranic záboru, obce Starojická Lhota a Palačov byly navráceny Československu. Hranice mezi Německou říší a Československem se posunula na onu císařskou cestu, nad kterou si Němci rozhodně, jakožto nad hlavní spojnicí mezi městy Olomouc a Ostrava, chtěli podržet kontrolu. Starojická Lhota tak byla státní hranicí rozdělena. Obec na pravé straně cesty ve směru na Ostravu se stala součástí Československa, čtyři domy nalevo od cesty teď ležely v Německé říši. Obec byla oficiálně vrácena Československé republice 24. listopadu 1938.
Starojická Lhota byla osvobozena Rudou armádou 7. května 1945.
Jednotné zemědělské družstvo bylo založeno v roce 1957, v roce 1973 došlo k spojení s okolními obcemi do JZS Starojicko. V roce 1979 byla obec začleněna jako místní část do střediskové obce Starý Jičín.
Při sčítání lidu v  roce 2018 měla obec 411 obyvatel a 136 domů.

## Osobnosti
- Jan Vahala 1830 - 1893 - místní kovář. Vynálezce a zlepšovatel, vyznamenaný na vícero zemských výstavách. Vylepšením pluhu bratranců Veverkových vytvořil tzv. Vahalův pluh
- Antonín Polách nar.1959 - spisovatel, autor historických románů